# Villelongue-dels-Monts
Villelongue-dels-Monts (in Catalan Vilallongua-dels-Monts) là một xã trong tỉnh Pyrénées-Orientales, vùng Occitanie phía nam nước Pháp. Xã Villelongue-dels-Monts nằm ở khu vực có độ cao trung bình mét trên mực nước biển.
Villelongue-dels-Monts có cự ly 33 km về phía nam Perpignan, 18 km về phía đông Địa Trung Hải và 17 km so với biên giới Tây Ban Nha. Các đô thị giáp ranh là: về phía bắc Banyuls-dels-Aspres, Brouilla và Saint-Génis-des-Fontaines; về phía đông Laroque-des-Albères; về phía nam l'Albère và về phía tây Montesquieu-des-Albères.
Thị trấn này là một phần của tổng Argelès-sur-Mer, gồm các thị trấn: Argelès-sur-Mer, Laroque-des-Albères, Montesquieu-des-Albères, Sorède, Saint-André, Saint-Génis-des-Fontaines, Palau-del-Vidre vàd Villelongue-dels-Monts.